# Prolinus
Prolinus Petrunkevitch, 1958 è un genere di ragni fossili appartenente alla famiglia Salticidae.

## Caratteristiche
Gli esemplari finora raccolti risalgono tutti al Paleogene.

## Distribuzione
L'unica specie oggi nota di questo genere è stata rinvenuta in alcune ambre baltiche.

## Tassonomia
A giugno 2011, questo genere fossile comprende una specie:
- Prolinus fossilis Petrunkevitch, 1958[2] - ambra baltica